# Чау, Приссилла Джун
Присси́лла Джун Ча́у (иер. 周蓁蔚, кант.-рус. Ча́у Чёньва́й, кит.-рус. Чжо́у Чжэньвэ́й; англ. Priscilla June Chau; род. 5 июня 1999, Метьюэн, США) — гонконгская фигуристка, выступавшая в одиночном катании. Бронзовый призёр чемпионата Гонконга (2016).

## Биография
Родилась 5 июня 1999 года в Метьюэне, штат Массачусетс, США. Выросла в калифорнийском Сан-Рамоне. Училась в начальной школе Bollinger Canyon. Затем, для совмещения учёбы и спортивной карьеры, училась в дистанционной средней школе California Connections Academy. Владеет кантонским, китайским, корейским и французским языками.
Мать, Глорианна, всегда сопровождала её на соревнованиях. Отец — Кевин — профессор английского языка, работавший в 2017 году в Пекине. Имеет братьев-близнецов: Энтони, который получал докторскую степень в Калифорнийском университете в Лос-Анджелесе, и Юджина, обучавшегося на медицинском факультете Крейтонского университета в Омахе.
Начала заниматься фигурным катанием в семь лет, вдохновившись выступлениями Мишель Кван, двукратного призёра Олимпийских игр. Тренировалась в Дублине, Окленде и Гонконге. Тренеры — Чжао Ин, Майкл Кхо, Б. Хендра, Крейг Хит, Филлип Дигульельмо, Брайан Чан, Линн Смит. Хореографами и постановщиками её программ были Джастин Диллон и Алекс Чанг.
В 2014 году завоевала бронзовую медаль международного юниорского турнира Dubai Golden Cup. В сезоне 2015/16 стала бронзовым призёром чемпионата Гонконга среди взрослых. Заняла десятое место в рамках Asian Open Figure Skating Trophy 2016 года.

## Программы
| Сезон   | Короткая программа         | Произвольная программа                   |
| ------- | -------------------------- | ---------------------------------------- |
| 2016/17 | - «A World Away» Кенсон Ли | - Саундтрек к сериалу «Аран и магистрат» |
| 2015/16 | - «A World Away» Кенсон Ли | - Саундтрек к сериалу «Аран и магистрат» |
| 2014/15 | - «Harem» Сара Брайтман    | - «Princess Mononoke» Дзё Хисаиси        |

## Результаты
| Соревнования                | 13/14         | 14/15         | 15/16         | 16/17         |
| Международные               | Международные | Международные | Международные | Международные |
| --------------------------- | ------------- | ------------- | ------------- | ------------- |
| Asian Open Trophy           |               |               |               | 10            |
| Международные среди юниоров |               |               |               |               |
| Гран-при Чехии              |               |               |               | 27            |
| Гран-при Испании            |               |               | 31            |               |
| Reykjavik Int. Games        |               |               | 15            |               |
| Autumn Classic              |               |               | 10            |               |
| Asian Open Trophy           |               |               | 14            |               |
| Гран-при Германии           |               | 26            |               |               |
| Gardena Spring Trophy       |               | 21            |               |               |
| Sportland Trophy            |               | 29            |               |               |
| Dubai Golden Cup            | 3             |               |               |               |
| Taipei Open                 | 9             |               |               |               |
| Национальные                |               |               |               |               |
| Чемпионат Гонконга          |               |               | 3             |               |